# 甲陽運輸
甲陽運輸（こうよううんゆ）は、兵庫県神戸市中央区に所在する企業。

## 概要
1953年に田岡一雄によって設立される。船内荷役ならびに付帯する業務を行う。山口組の直営の運輸業を行う企業であった。
甲陽運輸などの会社を興すことで山口組は暴力装置を持つ企業集団となり、暴力団と会社の巧みな組み合わせで全国制覇を目指し、1960年代半ばには日本最大の暴力団となった。
山口組の隆盛を警察は許さず第一次頂上作戦が実施され、田岡一雄は甲陽運輸社長を辞任して、暴力団は自ら会社を経営しないようになる。以降は暴力団の会社は企業舎弟と呼ばれる盃を交わさない方式になる。
田岡一雄の息子である田岡満が甲陽運輸の社長に就任する。田岡一雄の娘である田岡由伎が甲陽運輸の監査に就任する。
厚生労働省が2019年12月に公表したアスベストによる健康被害で労災認定された人が働いていた。
2015年、マリンエキスパート表彰を受賞。
2017年、安全・衛生表彰を受賞。
2022年、安全・衛生表彰を受賞。
2023年、第53回神戸港湾勤労者表彰を受賞。